# 萨尔茨科滕
萨尔茨科滕（德語：Salzkotten，發音：[zaltsˈkɔtn̩] ⓘ）是德国北莱茵-威斯特法伦州代特莫尔德行政区帕德博恩县的城市，面积109.8平方千米，2023年12月31日人口为25,283人。

## 友好城市
萨尔茨科滕与以下城市结为友好城市：
- 法國 贝尔维尔
- 德国 布吕索
- 捷克 霍斯廷山麓比斯特日采（英语：Bystřice pod Hostýnem）
- 法國 卡尔蒂尼-莱皮奈
- 法國 瑟里西拉福雷
- 奥地利 蒂罗尔州塞费尔德